# Apomys insignis
Apomys insignis är en däggdjursart som beskrevs av Edgar Alexander Mearns 1905. Apomys insignis ingår i släktet Apomys och familjen råttdjur. IUCN kategoriserar arten globalt som livskraftig. Inga underarter finns listade.
Denna gnagare förekommer på ön Mindanao och på mindre öar i Filippinerna. Arten når i bergstrakter 2800 meter över havet. Habitatet utgörs av olika slags skogar.